# Pianta nativa

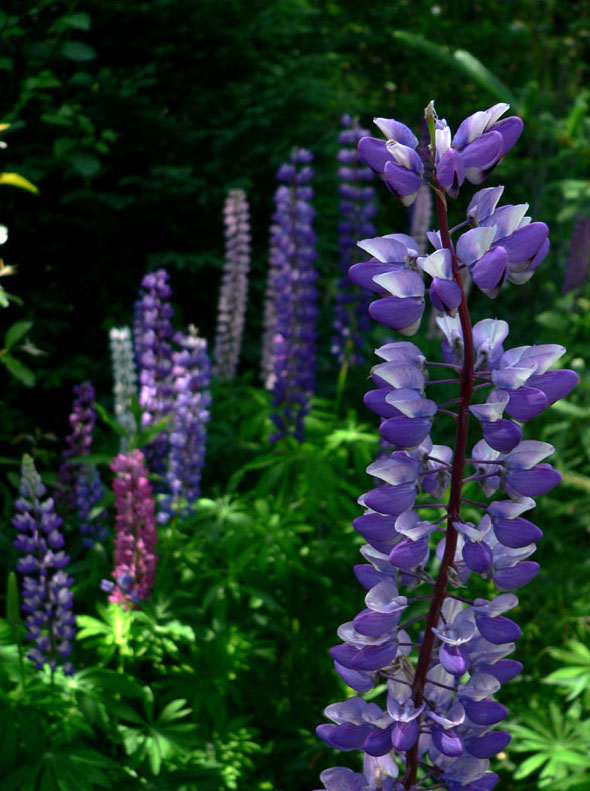
Lupino fogliuto (Lupinus polyphyllus): nativo dell'occidente del Nord America ma invasivo in diverse aree sparse per il mondo.

Per pianta nativa si intende una pianta autoctona di una determinata area in tempi geologici. Ovvero le piante che si sono sviluppate, si sono manifestate naturalmente o sono esistite per molti anni in una determinata area.

## Ecologia
Un ecosistema è costituito da interazioni di piante, animali e microrganismi con le loro condizioni fisiche (come condizioni e processi del suolo) e climatiche. Le piante native formano comunità vegetali e interazione biologica con flora, fauna, funghi e altri organismi specifici. Ad esempio, alcune specie di piante possono riprodursi solo con un'interazione continua  mutualistica con un determinato animale  impollinatore, e l'animale impollinatore può anche dipendere da quella specie di pianta per una fonte alimentare. Alcune piante native si sono adattate a condizioni molto particolari, insolite o dure, come climi freddi o frequenti incendi. Altre possono vivere in aree diverse o adattarsi bene a diversi ambienti.

## Impatto umano e intervento
La diversità delle specie, in molte parti del mondo, esiste solo perché le bioregioni sono separate da barriere, particolarmente da grandi fiumi, mare, oceani, montagne e deserti. Gli esseri umani possono introdurre specie che non si sono mai incontrate nella loro evoluzione storica, su scale temporali variabili che vanno da giorni a decenni (Long, 1981; Vermeij, 1991). Gli esseri umani stanno spostando le specie in tutto il mondo a un ritmo senza precedenti. Coloro che lavorano per affrontare le specie invasive considerano questo come un aumentato rischio per le specie indigene.
Quando gli esseri umani  introducono piantando nuove piante per la coltivazione, o le trasportano per caso, alcune di esse possono diventare specie invasive, danneggiando le comunità vegetali native. Le specie invasive possono avere effetti profondi sugli ecosistemi modificando la struttura degli stessi, la funzione, l'abbondanza di specie e la composizione della comunità. Oltre ai danni ecologici, queste specie possono anche danneggiare l'agricoltura, le infrastrutture e i beni culturali. Le agenzie governative e i gruppi ambientalisti stanno indirizzando crescenti risorse per affrontare queste specie.
Quando si intraprendono progetti di restauro per ripristinare un sistema ecologico nativo disturbato dallo sviluppo economico o da altri fattori, questi possono essere storicamente inaccurati, incompleti o prestare poca o nessuna attenzione all'accuratezza dell'ecotipo o conversione di tipi. Potrebbero non riuscire a ripristinare il sistema ecologico originale ignorando le basi del risanamento. L'attenzione prestata alla distribuzione storica delle specie autoctone è un primo passo cruciale per garantire l'integrità ecologica del progetto. Ad esempio, per prevenire l'erosione delle dune di sabbia risagomate al bordo occidentale dell'Aeroporto Internazionale di Los Angeles nel 1975, il paesaggista ha stabilizzato le zone più arretrate con una miscela di semi "naturali" (Mattoni 1989a) . Sfortunatamente, la miscela di semi era rappresentativa di macchia costiera sagomata, una comunità vegetale esogena, invece della comunità nativa di macchia delle dune. Di conseguenza, la farfalla El Segundo blue (Euphilotes battoides allyni) divenne una specie in via di estinzione. La popolazione di farfalle El Segundo Blue, che un tempo si estendeva su un'area di 13 km² lungo le dune costiere da Ocean Park fino alla baia di Malaga a Palos Verdes, ritornò a ripopolarsi quando venne sradicato il grano saraceno californiano (Eriogonum fasciculatum) e le farfalle trovarono la pianta nativa (Eriogonum parvifolium), potendo così riguadagnare il loro habitat perduto.

## Movimento delle piante native
Organizzazioni per la tutela delle piante native, come Wild Ones,, e Lady Bird Johnson Wildflower Center incoraggiano l'uso di piante autoctone, specialmente in spazi pubblici.
L'utilizzo di cultivar nativi è una pratica ampiamente controversa tra i sostenitori delle piante native.